# Richard Kissling
Pour les articles homonymes, voir Kissling.
Richard Kissling, né le 15 avril 1848 à Wolfwil (Soleure) et mort le 19 juillet 1919 à Zurich, est un sculpteur suisse.

## Biographie
Richard Kissling naît le 15 avril 1848 à Wolfwil.
Il est formé auprès de Ferdinand Schloth à Rome et à l'Académie de Saint Luc de 1870 à 1883. Il s'installe à Zurich.
Il meurt le 19 juillet 1919 à Zurich.